# 安東尼鎮區 (明尼蘇達州諾曼縣)
安東尼鎮區（英語：Anthony Township）是位於美國明尼蘇達州諾曼縣的一個行政鎮區。

## 歷史
安東尼鎮區於1879年成立，得名自早期定居者安東尼·謝伊（Anthony Scheie）。

## 地方資料
安東尼鎮區的面積為93.16平方千米，皆為陸地。根據2020年美國人口普查的數據，當地共有人口65人，而人口密度為每平方千米0.7人。